# Montalba-le-Château
Montalba-le-Château település Franciaországban, Pyrénées-Orientales megyében. Lakosainak száma 158 fő (2022. január 1.). Montalba-le-Château Caramany, Bélesta, Ille-sur-Têt, Rodès és Trévillach községekkel határos.

## Földrajz

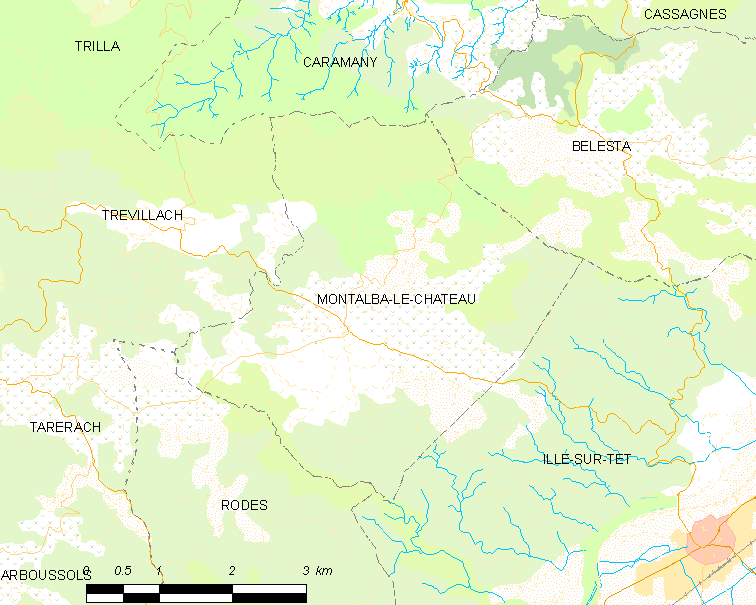
Montalba-le-Château és környéke

## Népesség
A település népességének változása:
| Lakosok száma | 149  | 148  | 151  | 149  | 149  | 149  | 153  | 155  | 158  |
|               | 2013 | 2015 | 2016 | 2017 | 2018 | 2019 | 2020 | 2021 | 2022 |